# 克勞狄烏斯 (宮相)
克勞狄烏斯（拉丁語：Claudius；—610年/613年），是墨洛溫王朝中期的貴族與政治人物，曾任勃艮第宮相（607年—610年/613年），在提烏德里克二世統治期間掌握實權。

## 生平
克勞狄烏斯出身勃艮第貴族，具體家族背景不詳。他繼承普羅塔迪烏斯宮相之位，於607年左右被任命為勃艮第宮相。正如他的名字所示，克勞狄烏斯是羅馬人。據弗萊德加編年史所載，他是一個聰明而精力充沛的人，有很多朋友。591年，奧斯特拉西亞國王國王希爾德貝爾特二世在位期間（575年—595年）有一名手下名叫克勞狄烏斯的被稱為“cancellarius regalis”。這可能是同一個人。
克勞狄烏斯協助提烏德里克二世鞏固對勃艮第的控制，協調當地貴族與王室關係，並參與對抗奧斯特拉西亞的軍事行動。其宮相職務於613年由瓦納查爾二世接替，原因不明，可能因政治失勢或健康問題。

## 主要來源
「提烏德里克二世在位的第十一年，克勞狄烏斯被任命為宮相。他出身羅馬貴族後裔，性格嚴謹，談吐幽默，處事果斷，沉穩且擅長謀略，精通文學典籍，待人真誠，深受眾人敬重。因汲取前任的失敗教訓，他在擔任宮相期間格外寬厚穩重，唯一困擾是體型過於肥胖，常為此感到不便。」

— 弗萊德加，《編年史》